# Garibald
Garibald, död 671, var kung av det langobardiska riket mellan 671 och 671. 